# Volksgesetzbuch
Das Volksgesetzbuch (VGB) war der Versuch der in der Akademie für Deutsches Recht organisierten Juristen des Dritten Reichs, das Bürgerliche Gesetzbuch durch ein an den Prinzipien des Nationalsozialismus ausgerichtetes Zivilgesetzbuch zu ersetzen. 
Ab 1939 war Justus W. Hedemann Leiter des Vorhabens. Insgesamt waren acht Bücher geplant. Bis zu 19 Ausschüsse mit zeitweise bis zu 200 Mitarbeitern sollten in „volkstümlicher“ Sprache gehaltene Entwürfe zu folgenden Teilen des VGB schaffen: Personenrecht, Familienrecht, Erbrecht, Vertragsrecht, Eigentumsrecht, Arbeitsrecht, Unternehmensrecht und Gesellschaftsrecht. Ende 1942 wurde der Entwurf zu Buch I Der Volksgenosse veröffentlicht. Diesem Entwurf waren 25 Grundregeln vorangestellt, die teilweise sehr eng an das 25-Punkte-Programm der NSDAP angelehnt waren. Das Reichsjustizministerium entschied sich jedoch auf eine Vertagung bis nach Kriegsende.
Die Arbeiten daran wurden 1944 zusammen mit der Stilllegung der Akademie für Deutsches Recht durch Reichsjustizminister Thierack abgebrochen.